# مزرعه حاجی عبدالله
مزرعه حاجی عبدالله یک منطقهٔ مسکونی در ایران است که در دهستان خورمیز واقع شده‌است. مزرعه حاجی عبدالله ۱۰۹ نفر جمعیت دارد.